# نثاري التوني
نثاري التوني هو أديب وشاعر، عارف بالنجوم والهيئة.
هو نثاري التوني، المشتهر بنثاري كان يقيم بفردوس وتوفي سنة 968 هـ.

## آثاره
من آثاره: مثنوية «سرو تذرو» و رباعية «نسيم» وله ديوان شعر.